# José Rodrigues de Miranda
José Rodrigues de Miranda, mais conhecido como Miranda (Maceió, 1907 — Recife, 1985) foi um pintor naïf brasileiro.

## Biografia
Trabalhou desde a infância para auxiliar no sustento da família, sendo pescador, pedreiro e condutor de carroças. Só aos 61 anos de idade iniciou-se na pintura, sendo descoberto por Lucien Finkelstein, colecionador e diretor do Museu Internacional de Arte Naïf do Brasil. Sua primeira exposição individual foi na Galeria Sérgio Milliet, em São Paulo, à qual seguiram-se outras. Foi incluído em livros de referência editados por Lucien Finkelstein e Jacques Ardies, e é citado em diversas outras publicações nacionais e estrangeiras dedicadas à arte naïf.
Tem obras no acervo do Museu de Arte do Rio e no Museu Internacional de Arte Naïf. É considerando um importante representante brasileiro do estilo. Destacam-se em suas exposições a participação na Pré-Bienal de São Paulo (Fundação Bienal de São Paulo, 1970), no 29º Salão Oficial de Arte de Pernambuco (Museu do Estado de Pernambuco, 1976), em O Mundo Fascinante dos Pintores Naïfs (Paço Imperial, 1988), foi um dos dois brasileiros selecionados para a Trienal de Bratislava de 2000, a mais importante mostra mundial de pintura naïf, foi incluído na Sala Especial da Bienal Naifs do Brasil (SESC Piracicaba, 2004), o maior evento do gênero no país, e na mostra Encontros e Reencontros na Arte Naïf: Brasil-Haiti (Centro Cultural Banco do Brasil e Museu de Arte Brasileira, 2005).